# Eurovision Asia Song Contest
Eurovision Asia Song Contest, hay Cuộc thi Ca khúc Châu Á Truyền hình châu Âu sẽ được tổ chức sắp tới là một phiên bản Châu Á-Thái Bình Dương của Cuộc thi Ca khúc Truyền hình châu Âu - Eurovision Song Contest, cuộc thi đã được sản xuất trong hơn 60 năm qua. Cuộc thi đầu tiên sẽ chỉ bao gồm một buổi diễn và chưa được lên lịch mặc dù dự kiến sẽ diễn ra vào năm 2019.

## Quá trình
Vào tháng 3 năm 2016, thông báo thỏa thuận giữa Liên hiệp Phát sóng châu Âu (EBU) và đài phát thanh truyền hình SBS của Úc đã cho kênh này quyền tạo ra một phiên bản của Eurovision Song Contest của riêng các quốc gia Châu Á cạnh tranh tương tự như phiên bản châu Âu. Các quy tắc và định dạng cho cuộc thi mới đang trong giai đoạn phát triển giữa đài SBS của Úc và đối tác sản xuất Blink TV của họ. Cuộc thi đầu tiên, tuy chưa được đặt tên, được dự định tổ chức tại Úc vào năm 2017.
Trong buổi phỏng vấn trực tuyến với ESC Daily Show tháng 5 năm 2016, Paul Clarke - Giám đốc Blink TV đã tiết lộ thêm chi tiết về kế hoạch cho cuộc thi đầu tiên, dự kiến vào tháng 3 năm 2017 với tổng cộng 12 quốc gia cho năm đầu. Ông cũng tiết lộ về điều kiện tham gia cuộc thi cho thấy 68 quốc gia tiềm năng cho cuộc thi, bao gồm cả các quốc gia ở phía đông như Qatar và UAE đến tận Tahiti ở phía tây. Tháng 7 năm 2016, có bốn quốc gia đã xác nhận hoặc thể hiện sự quan tâm đối với cuộc thi mở đầu, bao gồm cả nước chủ nhà Úc, Trung Quốc, Nhật Bản và Hàn Quốc. 
Tháng 5 năm 2017, ba thành phố Singapore, Hồng Kông (Trung Quốc) và Sydney (Úc) đã thể hiện sự quan tâm đến việc tổ chức cuộc thi đầu tiên - vừa được hoãn lại vào năm 2018 do những khó khăn về tổ chức và các vấn đề chính trị. Sydney được đánh giá cao nhờ sự tham gia của đài SBS Úc, trong khi chính quyền thành phố Singapore đã đưa ra mức kinh phí dự trù 4 triệu đô để tổ chức cuộc thi.
Cuộc thi đã được chính thức xác nhận vào ngày 18 tháng 8 năm 2017 bởi Liên hiệp Phát sóng châu Âu (EBU). Đây là sự kiện mới nhất do EBU đưa ra kể từ cuộc thi Hợp xướng của năm Truyền hình Châu Âu - Eurovision Choir of the Year sản xuất vào năm 2017.
Bất chấp những suy đoán ban đầu, cuộc thi sẽ không giới hạn với các thành viên của Hiệp hội Phát thanh Truyền hình châu Á -Thái Bình Dương (ABU). Blink TV, đội sản xuất đứng sau chương trình, đã xác nhận rằng các đơn vị tiềm năng sẽ trải dài khắp khu vực Châu Á - Thái Bình Dương bất kể đất nước đó có kênh quốc gia là thành viên đầy đủ của ABU hay không hay bất kể lý do chính trị nào. Ví dụ như Hồng Kông và Ma Cao có thể tham gia Cuộc thi với tư cách độc lập, hay Đài Loan cũng có thể tham dự bất chấp tranh chấp với Trung Quốc như tại Thế vận hội.

## Định dạng
Sau khi ý tưởng cuộc thi được thông qua vào tháng 3 năm 2016, nó đã được chính thức xác nhận vào ngày 18 tháng 8 năm 2017. Định dạng này sẽ gần giống với Eurovision Song Contest. Sự khác biệt duy nhất là chỉ có một trận chung kết trực tiếp, thay vì bao gồm cả hai trận bán kết với 20 quốc gia tham gia.

## Quốc gia tham gia
Các quốc gia sau đây đã thể hiện sự quan tâm đến việc tham gia cuộc thi:
| Năm  | Quốc gia                                                                                 |
| ---- | ---------------------------------------------------------------------------------------- |
| 2018 | Úc Trung Quốc Hồng Kông Nhật Bản New Zealand Singapore Quần đảo Solomon Hàn Quốc Vanuatu |

## Quốc gia chủ nhà
Hầu hết các chi phí của cuộc thi được hỗ trợ bởi các nhà tài trợ và sự đóng góp từ các quốc gia tham dự. Cuộc thi được coi là một cơ hội đặc biệt để quảng bá du lịch cho đất nước chủ nhà.
Dưới đây là danh sách các thành phố và địa điểm đã tổ chức Eurovision Asia Song Contest một hoặc nhiều lần. Cuộc thi trong tương lai được thể hiện in nghiêng.
| Cuộc thi | Chủ nhà      | Thành phố    | Địa điểm     | Năm  |
| -------- | ------------ | ------------ | ------------ | ---- |
| 1        | Chưa diễn ra | Chưa diễn ra | Chưa diễn ra | 2018 |

## Đại diện Việt Nam
Hiện tại, Việt Nam chưa đưa ra thông tin về sự quan tâm hay xác nhận sẽ tham gia Cuộc thi. Tuy nhiên, trong một bài viết gần đây trên trang web chính thức của Cuộc thi, Sơn Tùng M-TP là ca sĩ Việt Nam duy nhất được nhắc đến là ca sĩ xứng đáng trở thành đại diện cho Việt Nam nếu tham dự, bên cạnh các tên tuổi lớn đến từ Nhật Bản, Hàn Quốc, hay các nghệ sĩ từ Indonesia, Philippines. Bài viết đã gọi Sơn Tùng M-TP là "người được ưa chuộng nhất/quan trọng nhất lúc này" (nguyên văn: the man-of-the-moment). Một số bài báo nước ngoài cũng liệt kê những thành tích, sức ảnh hưởng của anh tại Việt Nam cũng như nước ngoài; và dùng nhiều từ hoa mỹ để đề cập đến ứng viên tiềm năng của Việt Nam như một nghệ sĩ đa tài và có tố chất.